# Aa (ägyptische Mythologie)
Aa gehört zu den Schebtiu-Schöpfergöttern des Alten Ägypten. Innerhalb der Schöpfungsmythen fertigte er gemeinsam mit Wai das erste Schilf und gewann das erste Land, sobald es aus dem Urwasser auftauchte.
Aa und Wai werden gemeinsam in Inschriften des Horus-Tempels von Edfu erwähnt.